# Feldioara
Feldioara (em húngaro: Szászveresmart ou Barcaföldvár; em alemão: Marienburg) é uma comuna do județ (distrito) romeno de Brașov, na região histórica da Transilvânia.
A comuna é composta de três comunidades: Colonia Reconstrucția, Feldioara e Rotbav.
O nome da comuna provém do vocábulo húngaro Földvár, que significa "fortaleza de argila".

## Demografia
No século XIX, saxões e romenos formavam uma comunidade de cerca de 3 000 habitantes. Estimativas mais recentes sugerem uma população de aproximadamente 10 000 habitantes, dos quais 7 400 em Feldioara, 1 650 em Rotbav e 950 em Colonia Reconstrucția. Cerca de 90% da população é etnicamente romena. As principais minorias étnicas são compostas por húngaros (5%), ciganos (3%), saxões (0,5%) e outras (1,5%). A população masculina é mais numerosa do que a feminina: 51,2% dos habitantes são do sexo masculino e 48,8% são do sexo feminino.